# Чемпионат Сенегала по футболу
Чемпионат Сенегала по футболу (Премьер-Лига) (фр. Le Championnat du Sénégal de Ligue 1) — высший дивизион национального футбольного чемпионата Сенегала, проводимый Сенегальской федерацией футбола. Лига основана в 1966 году. С момента основания Премьер-дивизиона, чемпионами были 16 клубов. В чемпионате 2017/2018 принимают участие 15 команд, занявшие последние два места опускаются во Вторую Лигу.

## Участники сезона 2017/2018
- АС Генерейшен Фут (Рюфиск)
- АС Дакар Сакре-Кер (Дакар)
- АС Дуан (Дакар)
- АСК Диараф (Дакар)
- АСК Лингер (Сен-Луи)
- АСК Ниари Талли (Дакар)
- АСК СЮНЕОР (Диурбель)
- АСЕК Ндиамбур (Луга)
- Гведивайе ФК (Гведивайе)
- Диамбарс ФК (Сали Портудаль)
- Каса Спортс ФК (Зигиншор)
- Мбур Петит Котэ ФК (Мбур)
- Стад де Мбур (Мбур)
- Тунгвет ФК (Рюфиск)
- ЮС Уакам (Дакар)

## Победители
- 1960: АСК Жанна д’Арк
- 1961–63: Чемпион неизвестен
- 1964: Олимпик Тиес
- 1965: Чемпион неизвестен
- 1966: Олимпик Тиес
- 1967: Эспуа де Сен-Луи
- 1968: Фойе Франс
- 1969: АСК Жанна д’Арк
- 1970: АСК Диараф
- 1971: АСФА Дакар
- 1972: АСФА Дакар
- 1973: АСК Жанна д’Арк
- 1974: АСФА Дакар
- 1975: АСК Диараф
- 1976: АСК Диараф
- 1977: АСК Диараф
- 1978: ЮС Горе
- 1979: АС Полис
- 1980: СЭИБ
- 1981: ЮС Горе
- 1982: АСК Диараф
- 1983: СЭИБ
- 1984: ЮС Горе
- 1985: АСК Жанна д’Арк
- 1986: АСК Жанна д’Арк
- 1987: СЭИБ
- 1988: АСК Жанна д’Арк
- 1988/89: АСК Диараф
- 1990: ЮКСТ Порт Аутоном
- 1990/91: ЮКСТ Порт Аутоном
- 1991/92: АСЕК Ндиамбур
- 1992/93: АС Дуан
- 1993/94: АСЕК Ндиамбур
- 1995: АСК Диараф
- 1996: СОНАКОС
- 1997: АС Дуан
- 1998: АСЕК Ндиамбур
- 1999: АСК Жанна д’Арк
- 2000: АСК Диараф
- 2000/01: АСК Жанна д’Арк
- 2001/02: АСК Жанна д’Арк
- 2002/03: АСК Жанна д’Арк
- 2003/04: АСК Диараф
- 2005: ЮКСТ Порт Аутоном
- 2006: АС Дуан
- 2006/07: АС Дуан
- 2008: АС Дуан
- 2009: АСК Лингер
- 2010: АСК Диараф
- 2010/11: ЮС Уакам
- 2011/12 : Каса Спортс ФК
- 2013: Диамбарс ФК
- 2013/14: АС Пикин
- 2014/15: АС Дуан
- 2015/16: ЮС Горе
- 2016/17: АС Генерейшен Фут
- 2017/18: АСК Диараф
- 2018/19: АС Генерейшен Фут
- 2019/20: приостановлен из-за пандемии COVID-19[1]
- 2020/21: Тунгвет ФК
- 2021/2022: Casa Sports[англ.]

## Всего титулов
| Клуб                           | Титулы |
| ------------------------------ | ------ |
| Фойе Франс/АСК Диараф (Дакар)  | 11     |
| АСК Жанна д’Арк (Дакар)        | 10     |
| АС Дуан (Дакар)                | 6      |
| СЭИБ/СОНАКОС/СЮНЕОР (Диурбель) | 4      |
| ЮС Горе (Дакар)                | 4      |
| АСФА Дакар                     | 3      |
| АСЕК Ндиамбур (Луга)           | 3      |
| ЮКСТ Порт Аутоном (Дакар)      | 3      |
| Олимпик (Тиес)                 | 2      |
| АС Полис (Дакар)               | 1      |
| Эспуа/АСК Лингер (Сен-Луи)     | 1      |
| ЮС Уакам (Дакар)               | 1      |
| Каса Спортс ФК (Зигиншор)      | 1      |
| Диамбарс ФК (Сали Портудаль)   | 1      |
| АС Пикин                       | 1      |
| АС Генерейшен Фут (Рюфиск)     | 1      |